# Александр Корня
Александр Корня (молд. Александру Корня; 1490—1541) — господарь Молдавского княжества в декабре 1540 — феврале 1541 годов. Сын Богдана III.

## История
Подталкиваемый поляками, Корня решается напасть на Бендеры, Килию и Четатя-Албэ.
Зимой 1540 года молдавская армия под предводительством господаря Александра Корня осадила Бендерскую крепость, но овладеть ею не смогла. После этого турки во второй раз назначили господарём Петра Рареша, который при поддержке 3 тысяч янычар вступил в Молдавское княжество. В битве возле Галац бояре предали Александра Корня.
23 февраля 1541 года он был обезглавлен, а 11 марта Пётр Рареш казнил и предателей-бояр.